# Cleonymia yvanii
Cleonymia (Serryvania) yvanii ist ein Schmetterling (Nachtfalter) aus der Familie der Eulenfalter (Noctuidae).

## Merkmale

### Falter
Die Farbe der Vorderflügel variiert stark. So gibt es ockerfarbene Exemplare und solche mit graubrauner Tönung. Das Mittelfeld tritt meist etwas verdunkelt hervor. Makel heben sich nur undeutlich ab oder fehlen. Äußere und innere Querlinie sind dunkelbraun bis schwarz und verlaufen in großen Bögen bzw. Wellen.  Mit einer Flügelspannweite von 18 bis 25 Millimetern zählen die Imagines zu den kleineren Eulenfalterarten. Die Hinterflügel sind nahezu zeichnungslos graubraun gefärbt. Die Fühler der Männchen sind sägezahnartig. Die Weibchen haben einen etwas längeren Hinterleib mit meist vorstehender Legeröhre.

### Raupe
Erwachsene Raupen sind rötlich gefärbt und zeigen breite weißliche Nebenrückenlinien und Seitenstreifen sowie schwarze Stigmen.

### Ähnliche Arten
Die Farbe der im Süden Spaniens und in Nordwestafrika vorkommenden durchschnittlich etwas größeren Art Cleonymia diffluens tendiert stärker zu schwarzbraunen Tönungen und undeutlicheren Zeichnungselementen.

## Geographische Verbreitung und Lebensraum
Das Verbreitungsgebiet von Cleonymia yvanii umfasst Teile Portugals, den Nordosten Spaniens, Südfrankreich und einen Teil Nordostitaliens. Die Art kommt überwiegend auf steinigen Südhängen und Trockenrasenflächen vor.

## Lebensweise
Die Falter fliegen in einer Generation von Ende April bis Mitte Juli. Nachts besuchen sie sehr gerne künstliche Lichtquellen. Die Raupen leben ab dem Spätsommer und ernähren sich von Sonnenröschenarten (Helianthemum). Die Art überwintert als Puppe.

## Taxonomie
Da Cleonymia yvanii in Größe und Farbe stark variiert, gab es in der Vergangenheit einige Verwirrung bei der Bestimmung der Art, da unterschiedliche und falsche geographische Zuordnungen mit nicht zutreffenden Unterart- und Formenbezeichnungen von einigen Autoren verwendet wurden. So wurde C. diffluens zeitweise als Farbvariante oder als südwestliche Unterart von C. yvanii angesehen, inzwischen werden sie jedoch als zwei eigenständige Arten geführt.